# Kyzyl-Kijskij aeroport
Kyzyl-Kijskij aeroport (ryska: Кызыл-Кийский аэропорт) är en flygplats i Kirgizistan. Den ligger i den sydvästra delen av landet, 400 km sydväst om huvudstaden Bisjkek. Kyzyl-Kijskij aeroport ligger 890 meter över havet.
Terrängen runt Kyzyl-Kijskij aeroport är varierad. Runt Kyzyl-Kijskij aeroport är det ganska glesbefolkat, med 27 invånare per kvadratkilometer. Närmaste större samhälle är Iradan, 4,3 km öster om Kyzyl-Kijskij aeroport. Trakten runt Kyzyl-Kijskij aeroport består i huvudsak av gräsmarker.